# Aline MacMahon
Aline MacMahon, född 3 maj 1899 i McKeesport, Pennsylvania, död 12 oktober 1991 i New York, var en amerikansk skådespelare.
Vid Oscarsgalan 1945 nominerades MacMahon till en Oscar i kategorin Bästa kvinnliga biroll för sin roll i Draksådd (1944).

## Filmografi, urval
- 1932 – Hongkong - San Francisco
- 1932 – Mannen utan samvete
- 1933 – Livets gyckelspel
- 1933 – Själar till salu
- 1937 – När man är kär
- 1941 – Ljuset bortom dimman
- 1944 – Draksådd
- 1950 – Höken och pilen
- 1955 – Mannen från Laramie
- 1960 – Cimarron